# شبث عربي
الشبث العربي أو عنكبوت الجمل (الاسم العلمي: Galeodes arabs C. L. Koch) هو نوع عنكبوت كبير نوع ما من جنس الشبث من فصيلة الشبثيات، من رتبة العناكب جملية.

## أسماء أخرى
- أبوصوفة.[1]
- عقرب الريح (في الجزائر والمغرب).
- عم الشملان
- أُم الرمض (في جازان- جنوب السعودية)
- الكربة (في السودان)
- طاروش ( في الحجاز)

## أنواع فرعية
ينقسم هذا النوع إلى فرعيين إثنين هما:
- Galeodes arabs arabs C.L. Koch, 1842
- Galeodes arabs syriacus Kraepelin, 1899

## الوصف والتشريح
يملك الشبث انياب طويلة وارجل طويلة مشوكة

## التوزيع الجغرافي
تنتشر أنواع هذا الجنس من العناكب في شمال أفريقيا وجنوب غرب آسيا. وهي غير سامه.